# Comuna Păstrăveni, Neamț
Păstrăveni este o comună în județul Neamț, Moldova, România, formată din satele Lunca Moldovei, Păstrăveni (reședința), Rădeni și Spiești.

## Așezare
Comuna se află în nord-estul județului, la limita cu județul Iași, pe malul drept al râului Moldova și pe malurile afluentului acestuia, Topolița. Este străbătută de șoseaua județeană DJ155I, care o leagă spre vest de Urecheni, Petricani, Grumăzești și Târgu Neamț (unde se termină în DN15C) și spre sud de Țibucani, Tupilați, Bârgăuani (unde se intersectează cu DN15D), Făurei, Secuieni și Români.

## Demografie
Componența etnică a comunei Păstrăveni
     Români (91,72%)
     Alte etnii (8,28%)
Componența confesională a comunei Păstrăveni
     Ortodocși (89,65%)
     Penticostali (1,83%)
     Alte religii (0,59%)
     Necunoscută (7,93%)
Conform recensământului efectuat în 2021, populația comunei Păstrăveni se ridică la 3.709 locuitori, în creștere față de recensământul anterior din 2011, când fuseseră înregistrați 3.595 de locuitori. Majoritatea locuitorilor sunt români (91,72%). Din punct de vedere confesional, majoritatea locuitorilor sunt ortodocși (89,65%), cu o minoritate de penticostali (1,83%), iar pentru 7,93% nu se cunoaște apartenența confesională.

## Politică și administrație
Comuna Păstrăveni este administrată de un primar și un consiliu local compus din 13 consilieri. Primarul, Anton-Nicolai Gorea[*], de la Partidul Social Democrat, este în funcție din 2016. Începând cu alegerile locale din 2024, consiliul local are următoarea componență pe partide politice:
|  | Partid                          | Consilieri | Componența Consiliului | Componența Consiliului | Componența Consiliului | Componența Consiliului | Componența Consiliului | Componența Consiliului | Componența Consiliului | Componența Consiliului | Componența Consiliului | Componența Consiliului |
|  | ------------------------------- | ---------- | ---------------------- | ---------------------- | ---------------------- | ---------------------- | ---------------------- | ---------------------- | ---------------------- | ---------------------- | ---------------------- | ---------------------- |
|  | Partidul Social Democrat        | 10         |                        |                        |                        |                        |                        |                        |                        |                        |                        |                        |
|  | Partidul Național Liberal       | 2          |                        |                        |                        |                        |                        |                        |                        |                        |                        |                        |
|  | Alianța pentru Unirea Românilor | 1          |                        |                        |                        |                        |                        |                        |                        |                        |                        |                        |

## Istorie
La sfârșitul secolului al XIX-lea, comuna făcea parte din plasa de Sus-Mijlocul a județului Neamț și era formată din satele Păstrăveni, Rădeni, Davideni, Spiești, Fundătura, Țibucanii de Jos, Țibucanii de Sus și Schitu-Țibucani, având în total 4202 locuitori. În comună existau patru școli mixte (la Davideni, Păstrăveni, Țibucanii de Sus și Rădeni) și o școală de cătun la Țibucanii de Jos, având împreună 108 elevi; patru biserici și o fabrică de spirt. Anuarul Socec din 1925 consemnează comuna în plasa Războieni a aceluiași județ, având 5270 de locuitori în satele Cotuna, Davideni, Lingurari, Păstrăveni, Rădeni, Țibucanii de Sus, Țibucanii de Jos și Spiești. În 1931, satele Țibucanii de Jos și Țibucanii de Sus s-au separat pentru a forma comuna Țibucani, în timp ce comuna Păstrăveni a rămas cu satele Cătuna, Davideni, Lingurari, Păstrăveni, Rădeni și Spiești.
În 1950, comuna a fost arondată raionului Târgu Neamț din regiunea Bacău. În 1964, satul Lingurari a luat denumirea de Rădenii de Sus și satul Buzați (preluat între timp de la comuna Timișești) a luat denumirea de Lunca Moldovei. În 1968, comuna a revenit la județul Neamț, reînființat, cedând satul Davideni comunei Țibucani, iar satul Rădenii de Sus a fost desființat și comasat cu satul Rădeni.